# 공지공민
공지공민(일본어: 公地公民 코치코민[*])이란 다이카 개신으로 시작된 아스카 시대부터 나라 시대에 이르기까지 일본의 율령제가 구축되는 과정에서 발생한 것으로 알려진 제도로서, 모든 토지(공지)와 인민(공민)이 공권, 즉 천황에게 귀속되도록 한 제도다. 2차대전 이후 일본에서는 공지공민제가 고대 율령제의 기반을 형성한 가장 중요한 제도였다는 통설이 성립되었다.

## 통설
645년(다이카 원년) 을사의 변으로 즉위한 덴지 천황은 이듬해인 646년(다이카 2년) 새로운 시정방침을 개신의 조로 나타냈다. 이 조칙은 크게 4가지의 주문과 주문 각각에 대한 부문으로 구성되어 있었다. 이 가운데 제1조에서 “종전에 천황 등이 세운 자대의 백성과 각지의 둔창, 그리고 신(臣)・련(連)・반조(伴造)・국조(国造)・촌수(村首)가 소유하던 부곡의 백성과 각지의 전장을 폐지한다”고 밝혔다.
다이카 이전까지 천황과 호족들은 각자 사적으로 토지와 인민을 소유하고 지배해왔다. 천황・왕족은 그들의 사유지인 둔창과 사적 지배민인 명대・자대 등을 보유했고, 호족들은 또 그들의 사유지인 전장과 사적 지배민인 부곡을 보유하고 있었다. 그런데 개신의 조 제1조는 이런 사적 소유와 지배를 폐지・금지한 것이다.
공지공민 원칙에 의해 조정은 반전수수법에 근거하여 인민에게 구분전을 주고 조세를 납부할 의무를 부과했다.
이 원칙은 701년 제정된 다이호 율령에도 계승되어 일본 율령제의 근본원칙이 되었다. 그러나 나라 시대에 들어서 삼세일신법・간전영년사재법 등 인민에 의한 토지 사유가 인정되면서 공지공민의 토지공유 원칙이 점차 형해화되었다. 그리고 토지의 사유로 인해 장원이 성행하면서 공지공민제는 붕괴, 공지공민을 원칙으로 하는 율령제도 와해의 길을 걸었다.

## 신설
최근 이런 공지공민론은 점차 의문시되는 경향에 있다.
우선 다이카 이전의 지배체제였던 사지사민(私地私民)에 대해서, 둔창이 왕권을 지지하는 경영거점인 것처럼 전장 또한 호족의 정치적 지위를 지지하는 농업경영거점이라고 해석된다. 둔창과 전장은 각기 천황과 호족의 경영거점일 뿐, 반드시 천황이나 호족의 사유지를 의미하는 것은 아닌 것이다.
또 호족에 의한 전장・부곡의 지배는 개신의 조에서 금지된 것이었지만, 이후에도 조정이 전장・부곡의 영유를 호족에게 인정해준 사례들이 발견된다. 즉 토지・인민의 사유금지가 실제로 발령된 것이 아니거나 혹은 사유금지의 실효성이 각지에 침투하지 않았음을 보여준다. 이는 공지공민이 당시 사회에 강력히 관철된 제도가 아니라 어디까지나 이념으로서 내건 구호로서의 측면이 강했음을 시사한다.
또한 통설에서 공지로 여겨졌던 구분전은 율령 시행 당시에는 사전・사지로 인식되고 있었다. 공지공민제의 기초가 되어야 할 「공지」의 개념은 당시에는 존재하지 않았고, 구분전이 「공전」으로 인식되게 된 것은 간전영년사재법(743년) 이후였다. 즉 나라 시대의 삼세일신법이나 간전영년사재법 시행으로 공지공민제와 율령제에 큰 파탄이 온다는 의식은 존재하지 않았다. 그렇다면 애초에 공지공민제라는 개념이 고대 당대에는 존재하지 않았을 공산이 크고, 삼세일신법과 간전영년사재법은 오히려 율령제를 보강하기 위한 목적으로 제정된 것이 된다.

## 참고 자료
- 吉田孝『律令国家と古代の社会』岩波書店、1983年、ISBN 4-00-002438-8
- 吉村武彦「いわゆる公地公民制は存在したか」『古代史の新展開』新人物往来社、2005年、ISBN 4-404-03254-4